# Leptocladium sinense
Leptocladium sinense là một loài rêu trong họ Thuidiaceae. Loài này được Broth. mô tả khoa học đầu tiên năm 1929.